# Luperosaurus gulat
Espèce
Luperosaurus gulat est une espèce de geckos de la famille des Gekkonidae.

## Répartition
Cette espèce est endémique de Palawan aux Philippines.

## Publication originale
- Brown, Diesmos, Duya, Garcia & Rico, 2010 : New forest gecko (Squamata; Gekkonidae; Genus Luperosaurus) from Mt. Mantalingajan, southern Palawan Island, Philippines. Journal of Herpetology, vol. 44, n. 1, p. 37–48.